# 418 (numero)
Quattrocentodiciotto (418) è il numero naturale dopo il 417 e prima del 419.

## Proprietà matematiche
- È un numero pari.
- È un numero composto con 8 divisori: 1, 2, 11, 19, 22, 38, 209, 418,. Poiché la somma dei suoi divisori (escluso il numero stesso) è 302 < 418, è un numero difettivo.
- È un numero sfenico.
- È un numero palindromo e un numero ondulante nel sistema di numerazione posizionale a base 13 (262).
- È parte delle terne pitagoriche (240, 418, 482), (418, 2280, 2318), (418, 3960, 3982), (418, 43680, 43682).
- È un numero intero privo di quadrati.

## Astronomia
- 418P/LINEAR è una cometa periodica del sistema solare.
- 418 Alemannia è un asteroide della fascia principale del sistema solare.
- NGC 418 è una galassia spirale della costellazione dello Scultore.

## Astronautica
- Cosmos 418 è un satellite artificiale russo.